# Martina Portocarrero
Leonila Martina Portocarrero Ramos (Huanuhuanu; Arequipa, 29 de septiembre de 1949 - Lausana; Suiza, 22 de abril del 2022) fue una cantante folclórica, investigadora cultural y activista política peruana. Es conocida por ser intérprete de “Flor de Retama”, música folclórica que relata la presión policial en la Rebelión de Huanta.

## Biografía
En 1970 ingresó al Conservatorio Nacional en Lima. Estudió en la Escuela de Nacional de Arte Dramático, al igual que en la Universidad Nacional Mayor de San Marcos, pero fue en Suiza donde se graduó de educadora. Intérprete de huaynos y mulizas, fue investigadora de la cultura andina.
En la década de los ochenta empieza su carrera de solista, interpretando huaynos a lo largo del territorio peruano. Hacia 1984, viaja a Europa iniciando festivales europeos de música latinoamericana y en 1986 se establece en Suiza para seguir difundiendo el folclore y arte tradicional del Perú.
Fue conocida por su interpretación del tema Flor de Retama, compuesta por Ricardo Dolorier que referencia a la presión policial que dejó cerca de 20 víctimas en la Rebelión de Huanta.
Fue dos veces precandidata a la presidencia del Perú, en 2001 por el Frente Popular Agrícola FIA del Perú, retirándose antes de la elección, y en 2016 por el Frente Amplio por Justicia, Vida y Libertad, siendo derrotada en las elecciones internas por la antropóloga Verónika Mendoza.    
En 2006 fue candidata a la alcaldía de la ciudad de Lima por el partido Unión por el Perú, obteniendo solo el 4.63% de los votos.   
En 2016 y 2020, postuló al Congreso de la República del Perú por el Frente Amplio. En 2021 postuló con el partido político Perú Libre pero fue excluida por el Jurado Nacional de Elecciones. Portocarrero conformó su propia agrupación política, el Movimiento Político Cultural Mundo Verde. Fue voceada como posible titular del Ministro de Cultura del Perú durante el inicio de los gobiernos de Ollanta Humala y de Pedro Castillo.

## Fallecimiento
El 22 de abril de 2022, falleció en Suiza, a consecuencia del cáncer de pulmón. El entonces presidente Pedro Castillo asistió a su velorio. En mayo de 2022, el gobierno peruano le concedió póstumamente el reconocimiento de Personalidad Meritoria de la Cultura.

## Discografía
- 1982: Canto a la Vida. Stereo LP.001, Discos Retama
- 1987: Martina en vivo - Teatro Municipal.  – Lima, CD Vol. 1
- 1993: Maíz”, Discos Raymi. CD Vol. 2, 1993
- 2001: El Canto de las Palomas. CD Vol. 3, Retama producciones, 2001
- 2012: Carita de Manzana. Martina Portocarrero & Retama Producciones